# Marek Kulesza
Marek Stefan Kulesza (nascido em 5 de outubro de 1959) é um ex-ciclista polonês. Competiu representando seu país, Polônia, nos Jogos Olímpicos de Verão de 1980 em Moscou, onde terminou em nono lugar na perseguição por equipes de 4 km.